# Vernetta M Nay Moberly
Vernetta M Nay Moberly (nascida a 23 de dezembro de 1955) é uma activista ambiental americana que, ao longo do tempo, reuniu muitas informações dos anciãos da comunidade Iñupiat (um grupo de nativos do Alasca, cujo território tradicional se estende aproximadamente desde o nordeste de Norton Sound no Mar de Bering para a parte mais ao norte da fronteira Canadá-Estados Unidos) e passou os seus conhecimentos para a próxima geração na tentativa de combater as mudanças climáticas.
Os Iñupiat estão preocupados com as mudanças climáticas que ameaçam o seu modo de vida tradicional. A tendência de aquecer o Ártico afecta o seu estilo de vida de várias maneiras. Por exemplo, o facto de o gelo marinho ficar mais fino torna mais difícil a caça de baleias, focas, morsas e outros alimentos tradicionais, pois as mudanças nos padrões de migração de mamíferos marinhos que dependem dos fluxos de gelo e o afinamento do gelo marinho podem levar as pessoas a cair através do gelo. Invernos mais quentes tornam as viagens mais perigosas e menos previsíveis à medida que mais tempestades se formam; o gelo marinho de formação tardia contribui para o aumento das inundações e da erosão ao longo da costa, pois há um aumento das tempestades de outono, o que põe em perigo directamente muitas aldeias costeiras.

## Honras e prémios
Em 2020 Nay Moberly foi nomeada pela BBC como uma das 100 Mulheres, uma lista de 100 mulheres inspiradoras e influentes de todo o mundo.